# Laurence Maguire
Laurence Henry Maguire (* 8. Februar 1997 in Sheffield) ist ein englischer Fußballspieler. Der als Innenverteidiger agierende Spieler spielt auf Leihbasis bei Crawley Town und steht beim Chesterfield FC unter Vertrag.

## Karriere
Maguire begann seine Fußballkarriere in der Jugendabteilung von Chesterfield. Dort war er bereits Mannschaftskapitän. Am 30. August 2016 gab er beim 2:1-Sieg in der EFL Trophy sein Profidebüt gegen die U23 von den Wolverhampton Wanderers. Sein Ligadebüt in der League One für Chesterfield gab er beim 3:3 gegen den FC Gillingham am 27. September 2016. Am 6. Dezember desselben Jahres schoss er in der EFL Trophy beim 2:0-Sieg gegen den Rochdale sein erstes Tor im Profifußball. Vom 17. Februar 2017 bis zum 21. März 2017 wurde er an den AFC Fylde aus der National League North ausgeliehen und machte in dieser Zeit sieben Spiele. Bereits am 18. Februar 2017 machte er sein Debüt für Fylde beim 3:1-Sieg gegen Brackley Town.  
Bisher ist Maguire 76 Mal für Chesterfield und siebenmal für Fylde aufgelaufen. Dabei schoss er insgesamt ein Tor. 
Sein Debüt in der C-Mannschaft der englischen Nationalmannschaft gab er im Oktober 2018.

## Persönliches
Sein älterer Bruder Harry ist englischer Fußballnationalspieler.